# Ourossogui
Ourossogui (parfois Ouro Sogui) est une commune du nord-est du Sénégal situé à 7 km de Matam et 520 km de Dakar.

## Histoire
La fondation d'Ourossogui date du XVIIe siècle lorsque des Peulhs en provenance du département de Podor sont venus s'y établir, dont les Dialloubé furent des chefs.

## Administration
La ville est située dans le département de Matam dans la région de Matam. Elle a été érigée en commune en 1990.

## Géographie
Ourossogui est située au carrefour de deux routes nationales, la nationale 02 qui longe le fleuve Sénégal et la nationale 03 qui traverse le pays par l’intérieur via Linguère.
Les villages les plus proches sont Ogo, Boynadji, Tiankone Hiraye, Legui, Thiambe, Matam, Hombo, Galayabe Danthiady . 

## Population
Lors du recensement de 2002, Ourossogui comptait 13 177 habitants. En 2007, selon les estimations officielles, la population serait de 15 614  personnes.

## Économie
Ville située au carrefour de deux routes nationales, celle qui longe le fleuve Sénégal et celle qui traverse le pays via Linguère. Ourossogui doit beaucoup à ses immigrés : adduction d'eau, maintenance du forage à l'époque du président Senghor, organisation de l hôpital, sauvegarde du cimetière etc. C'est une ville qui a connu un important développement, ces vingt dernières années, malgré les problèmes liés au manque d'infrastructures routières, et d'organisation.